# Aqua Lung/La Spirotechnique
 (décembre 2023).
Pour les articles homonymes, voir Aqualung.
Aqua Lung - La Spirotechnique est une entreprise spécialisée dans le matériel de plongée sous-marine.

## Histoire
Jacques-Yves Cousteau et Émile Gagnan brevètent leur invention de matériel de plongée en 1943, un détendeur inspiré de celui breveté en 1860 et 1864 par Benoît Rouquayrol et Auguste Denayrouze. Une fois la guerre terminée, ils brevètent en 1945 un modèle perfectionné sous les noms de « Scaphandre Cousteau-Gagnan », « CG45 » (pour Cousteau-Gagnan 1945) et « Aqua-Lung », ce dernier pour l'exportation aux pays anglophones.
En 1946, Air Liquide crée La Spirotechnique et commercialise le CG45. Le nom anglophone de ce dernier, Aqua-Lung, devient le nom d'usage de la société elle-même, qui de nos jours s'appelle officiellement Aqua Lung/La Spirotechnique, même si commercialement elle communique uniquement sous le nom seul d'Aqua Lung. Aqua Lung/La Spirotechnique dispose aussi de branches à l'international, comme Aqua Lung America aux États-Unis.
Le siège mondial d'Aqua Lung Group est à Sophia Antipolis, près de Nice.
Le 10 octobre 2009, une combinaison de plongée ayant appartenu au commandant Jacques-Yves Cousteau est vendue lors d'une vente aux enchères. Le commandant Cousteau avait utilisé cette combinaison fabriquée sur mesure par Spirotechnique de 1967 à 1971.
Le 30 décembre 2016, Air liquide finalise la cession de sa participation dans Aqua Lung à Montagu Private Equity. Le 12 décembre 2023, Barings finalise l'acquisition d'Aqualung Group. Le portefeuille de produits du groupe Aqualung comprend aujourd'hui des marques de premier plan dans le domaine de la plongée et de la natation, notamment Aqualung, Apeks, Aquasphere et la division Aqualung Militaire & Professionnel.

## Identité visuelle

Ancien logotype.